# Ustawa o dzierżawie indiańskiej ropy
Ustawa o dzierżawie indiańskiej ropy (ang. Indian Oil Leasing Act) – amerykańska ustawa uchwalona przez Kongres Stanów Zjednoczonych w 1924 roku. 
Ustawa zmieniła część postanowień pierwszej regulacji w tym zakresie, uchwalonej przez Kongres w 1891 roku z myślą głównie o wydobyciu ropy na ziemiach Indian w Oklahomie. Zniosła 10-letni limit czasowy na dzierżawy praw do wydobywania ropy na terenach należących do Indian amerykańskich, umożliwiając wydobywanie ropy, gazu ziemnego i innych surowców w rezerwatach bez ograniczeń czasowych. Zezwoliła też władzom stanowym na opodatkowanie wydobycia ropy w rezerwatach (z założenia wyłączonych spod jurysdykcji stanowej). Poprawka wniesiona przez senatora Carla Haydena przyznała stanom 37,5% dochodów z takiego wydobycia, zastrzegając jednocześnie, że dochody te władze stanowe powinny przeznaczać na rozwijanie oświaty Indian i sieci dróg w rezerwatach. 
Obecnie uważa się, iż oczekiwanie, że władze stanowe będą inwestować wszystkie pozyskane z opodatkowania „indiańskiej ropy” środki w rezerwatach było dość iluzoryczne. Chociaż każda dzierżawa nadal wymagała uzyskania zgody odpowiedniej rady plemiennej, to większość plemion w tamtym okresie nie miała wystarczająco silnych władz, które mogłyby kontrolować wydobycie i egzekwować należne im środki lub inwestycje. Mimo to, zazwyczaj stanowe opodatkowanie wydobycia ropy w rezerwatach było i tak wyższe, niż ustawowe minimum.
Kolejny akt Kongresu w tej dziedzinie, ustawa o dzierżawie indiańskich surowców mineralnych  (ang. Indian Mineral Leasing Act) z 1938 r. mająca za zadanie ujednolicić przepisy w tej dziedzinie, pominęła jednak milczeniem kontrowersyjną kwestię opodatkowania stanowego.